# نهائي كأس إسبانيا 1941
نهائي كأس إسبانيا 1941 هي المباراة التاسعة والثلاثين لكأس الملك، في 29 يونيو 1941 ، وفاز بها نادي فالنسيا ، الذي تغلب على إسبانيول 3-1.